# Berlina
|  | Per a altres significats, vegeu «sedan (automòbil)». |

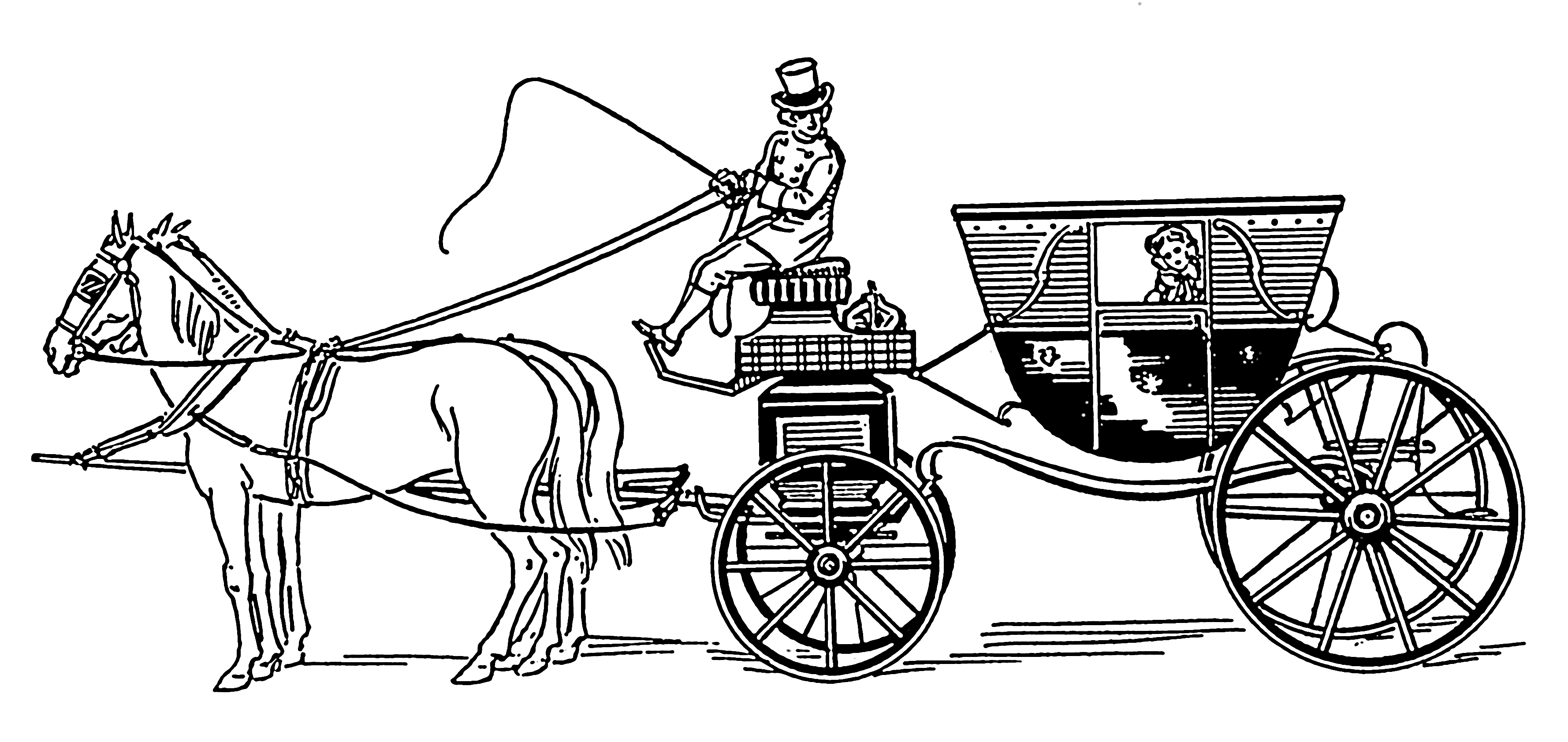
Berlina

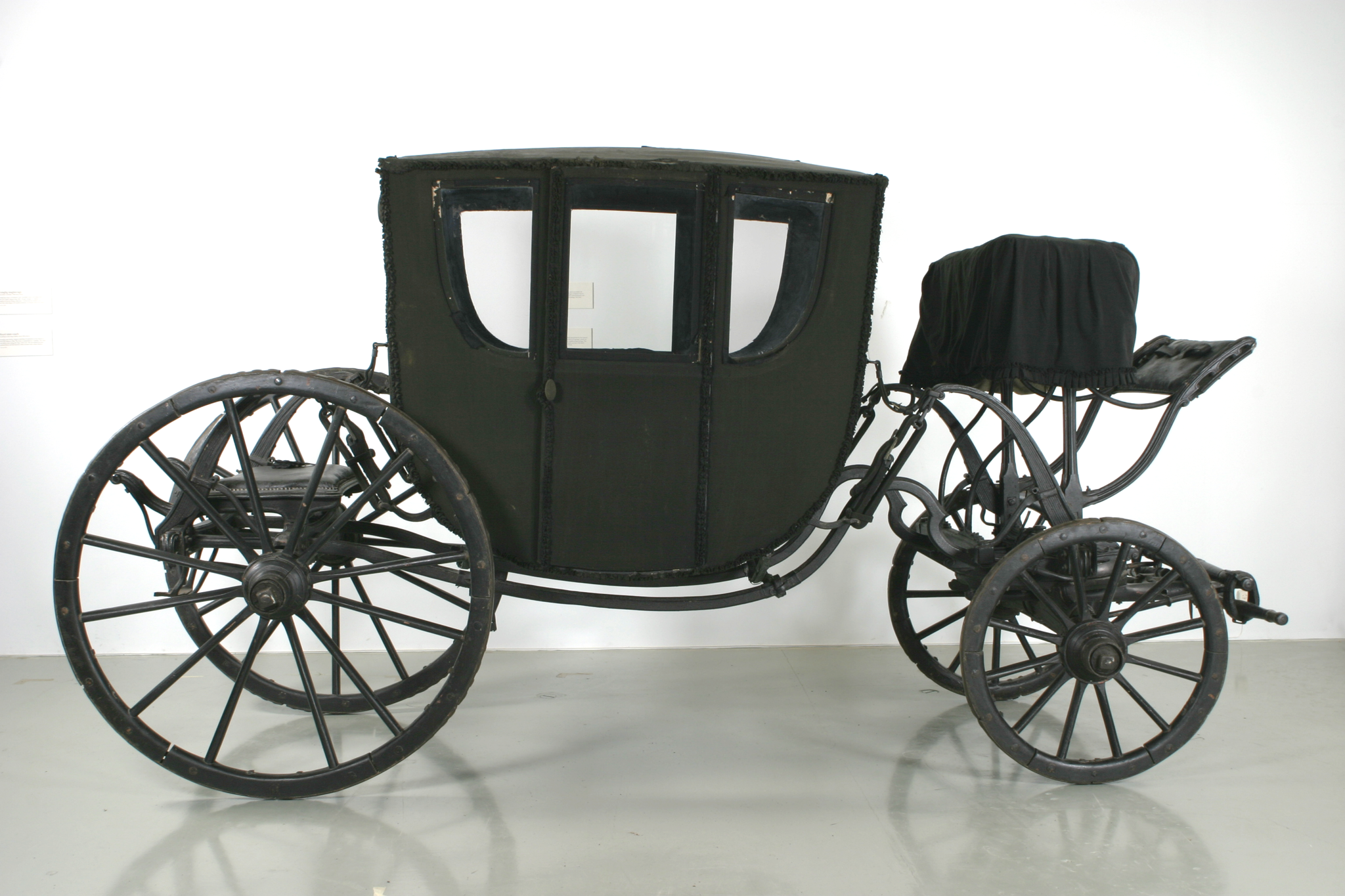
Berlina negra

Una berlina és un tipus de carruatge cobert de quatre rodes amb dos seients interiors. Inicialment, tenia dos raïls al xassís i en portava el cos suspès per tires de cuir, el terme va continuar utilitzant-se per als carruatges tancats formals amb dos seients després que el sistema de suspensió canviés de corretges de cuir a ressorts d'acer.

## Origen

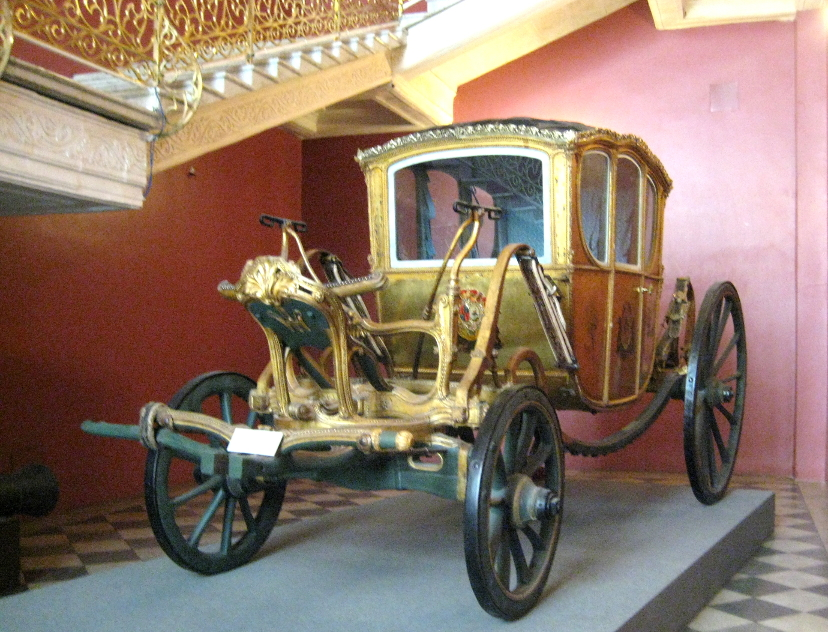
1760. Museu Històric de Moscou

El carruatge fou designat amb aquest nom pel 1660 o 1670 per un arquitecte piemontès comissionat per l'intendent general de l'elector Frederic Guillem de Brandenburg. Von Brandenburg usava el carruatge per viatjar de Berlín, capital del Marcgraviat de Brandenburg, a París, capital de França on el seu carruatge va causar sensació. Mentre que els vehicles pesants havien d'utilitzar aleshores marcs de doble barana, els vehicles de passatgers havien utilitzat normalment una sola barana. L'estil elegant, però resistent va ser àmpliament copiat i anomenat "berlina", després de la ciutat des de la qual el carruatge havia arribat. Era més convenient que altres carruatges de l'època, en ser més lleugera i menys propensa a bolcar. La berlina va començar a suplantar als carruatges tancats menys pràctics i menys confortables i als cotxes de gala al segle xvii.
Fonts britàniques i estatunidenques esmenten en llurs definicions de berlina un seient del darrere amb caputxa separada per al lacai separat del cos.

## Desenvolupament
Al segle xviii es va popularitzar l'ús de les molles d'acer en suspensions de carruatges, suplantant el sistema de suspensió de doble corretja de la berlina. El terme "berlina" va sobreviure com a descripció del tipus de carrosseria formal o cerimonial amb dues banquetes una davant l'altre en un cotxe tancat.
A partir de la berlina es van desenvolupar carruatges més petits, principalment per a l'ús en la ciutat, traient el seient davanter que mirava cap enrere i escurçant el recinte. Aquest estil va ser conegut com a "halbberline" a Alemanya i "coupé berlina" (berlina tallada) a França. El nom de "coupé berlina" fou escurçat més endavant a "Cupè".

## Automòbil

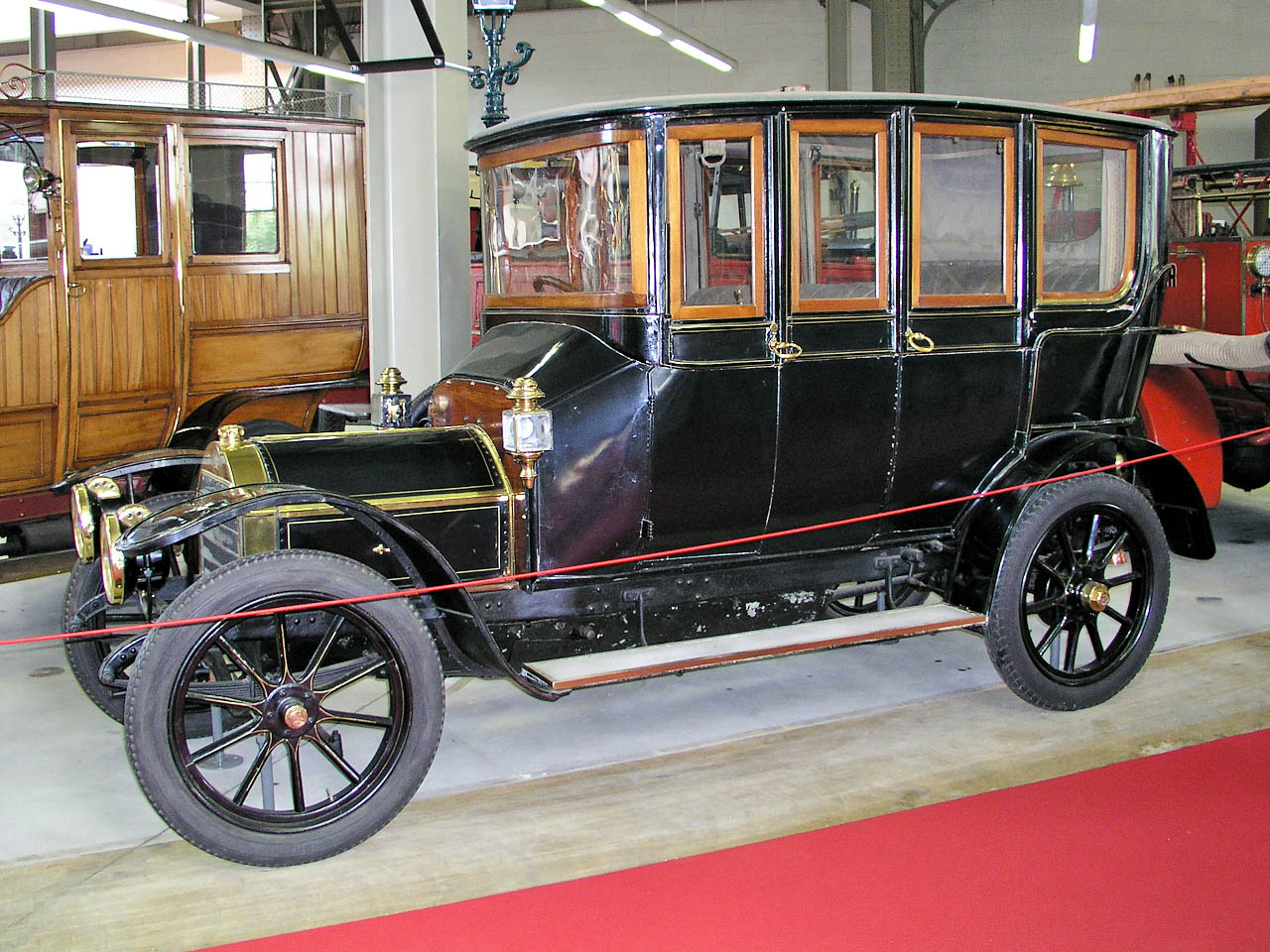
1908 FN 2000 berlina

L'estil de carrosseria berlina inicialment incorporà del carro a l'automòbil el xofer a l'obert en el front i darrere d'un recinte amb dos seients cara a cara. Igual que el cupè i el brougham, el terme va evolucionar amb la supressió del conductor exterior i el moviment dels comandaments al recinte, juntament amb el gir del seient davanter per mirar cap endavant. El terme "berlina" és ara el terme francès per al saloon o sedan.